# KNVB Beker 1908/09
De KNVB Beker 1908/09 was de elfde editie van dit voetbaltoernooi.
Het tweede team van voetbalclub Quick stond voor de eerste keer in de bekerfinale. Quick versloeg tweevoudig bekerwinnaar VOC met 2-0.

## Eerste ronde
| Datum            | Thuis                    | Uitslag(en) | Uit                    | Speelstad               |
| ---------------- | ------------------------ | ----------- | ---------------------- | ----------------------- |
| 1 november 1908  | Zalt-Bommel              | 1-4         | Frisia                 | Culemborg               |
| 1 november 1908  | AVV (Amsterdam)          | 0-8         | Victoria (Hilversum)   |                         |
| 1 november 1908  | ODO                      | 3-5         | VOC 2                  |                         |
| 1 november 1908  | Blauw Wit                | 5-3         | DVS                    |                         |
| 1 november 1908  | Forward (Groningen)      | 2-1         | Tubantia               |                         |
| 1 november 1908  | Xerxes                   | 1-2 nv      | Ajax (Amsterdam)       |                         |
| 1 november 1908  | Concordia (Delft)        | 2-1         | Volharding (Amsterdam) |                         |
| 1 november 1908  | PW                       | 6-2         | Allen Weerbaar         |                         |
| 1 november 1908  | Alcmaria Victrix         | 0-4         | Achilles (Rotterdam)   |                         |
| 1 november 1908  | Amstel                   | 0-4         | DFC 2                  |                         |
| 1 november 1908  | VOC                      | 9-0         | Neptunus               |                         |
| 1 november 1908  | Quick (Nijmegen)         | 2-1         | DVV (Den Haag)         |                         |
| 1 november 1908  | ZAC                      | 5-0*        | Achilles (Rotterdam) 2 |                         |
| 1 november 1908  | MVVO                     | 5-0*        | Voorwaarts (Den Haag)  |                         |
| 1 november 1908  | TOG                      | 0-2         | Helmond                |                         |
| 1 november 1908  | Hercules (Utrecht) 2     | 1-2**       | VVA                    |                         |
| 27 december 1908 | Hercules (Utrecht) 2     | 1-2         | VVA                    |                         |
| 1 november 1908  | Wilhelmina (Den Bosch)   | 3-4         | Willem II              |                         |
| 1 november 1908  | Prins Hendrik            | 0-8         | AFC                    |                         |
| 1 november 1908  | Achilles (Assen)         | 7-1         | HFC 2                  |                         |
| 1 november 1908  | Concordia (Roosendaal)   | 1-7         | Oranje Nassau (Almelo) |                         |
| 1 november 1908  | VVV (Amsterdam)          | 0-7         | VFC                    |                         |
| 1 november 1908  | AFC 2                    | 2-1 nv      | Haarlem 2              |                         |
| 1 november 1908  | UVV                      | 5-0*        | EMM (Middelburg)       |                         |
| 1 november 1908  | EDO (Haarlem) 2          | 4-3         | Sparta (Rotterdam) 2   |                         |
| 1 november 1908  | Wilhelmina (Stadskanaal) | 0-7         | Ajax (Amsterdam) 2     |                         |
| 1 november 1908  | Heracles                 | 6-0         | Be Quick (Zutphen)     |                         |
| 1 november 1908  | Be Quick (Groningen)     | 0-2         | Quick (Amersfoort)     |                         |
| 1 november 1908  | WVV                      | 5-0*        | Concordia (Delft) 2    |                         |
| 1 november 1908  | VVO (Velp)               | 0-4***      | Vitesse (Arnhem) 2     | Arnhem, terrein Vitesse |
| 1 november 1908  | DEC                      | 8-0         | Victoria (Middelburg)  |                         |
| 1 november 1908  | Velocitas (Breda) 2      | 1-2         | Quick (Den Haag) 2     |                         |
| 1 november 1908  | Kampong                  | 0-1         | Vitesse (Arnhem)       |                         |
| 1 november 1908  | Verwisseling             | 0-3         | HBS 2                  |                         |
| 1 november 1908  | HVV 2                    | 5-0*        | Hercules (Enschede)    |                         |
| 1 november 1908  | RAP                      | 3-1         | EDO (Haarlem)          |                         |

* reglementair. Achilles (Rotterdam) 2, Concordia (Delft) 2, EMM, Hercules (Enschede) en Voorwaarts (Den Haag) trekken zich terug.

** ongeldig verklaard na protest Hercules 2.

*** ongeldig verklaard. VVO door.

Vrijgeloot: Phenix.

## Tussenronde
| Datum            | Thuis     | Uitslag(en) | Uit                 |
| ---------------- | --------- | ----------- | ------------------- |
| 6 december 1908  | RAP       | 5-5 nv**    | Concordia (Delft)   |
| 13 december 1908 | RAP       | 3-8         | Concordia (Delft)   |
| 6 december 1908  | PW        | 4-1         | Forward (Groningen) |
| 6 december 1908  | Frisia    | 2-0         | VVO (Velp)          |
| 20 december 1908 | Willem II | 5-0         | MVVO                |

** gestaakt vanwege duisternis.

## Tweede ronde
| Datum            | Thuis                | Uitslag(en) | Uit                    |
| ---------------- | -------------------- | ----------- | ---------------------- |
| 3 januari 1909   | Phenix               | 0-1         | Quick (Nijmegen)       |
| 3 januari 1909   | Quick (Amersfoort)   | 5-0*        | DFC 2                  |
| 3 januari 1909   | HBS 2                | 0-5**       | VOC                    |
| 3 januari 1909   | VOC 2                | 7-0         | HVV 2                  |
| 3 januari 1909   | Blauw Wit            | 5-0*        | Achilles (Rotterdam)   |
| 3 januari 1909   | EDO (Haarlem) 2      | 0-2         | Willem II              |
| 3 januari 1909   | VFC                  | 4-3         | Concordia (Delft)      |
| 3 januari 1909   | Quick (Den Haag) 2   | 5-0*        | Oranje Nassau (Almelo) |
| 24 januari 1909  | Victoria (Hilversum) | 5-1         | Heracles               |
| 24 januari 1909  | ZAC                  | 0-1         | UVV                    |
| 24 januari 1909  | Ajax (Amsterdam)     | 3-0         | Vitesse (Arnhem)       |
| 31 januari 1909  | DEC                  | 5-0*        | PW                     |
| 7 februari 1909  | VVA                  | 8-2         | Helmond                |
| 7 februari 1909  | AFC                  | 4-1         | WVV                    |
| 21 februari 1909 | Frisia               | 5-0*        | Ajax (Amsterdam) 2     |
| 21 februari 1909 | AFC 2                | 4-1         | Achilles (Assen)       |

* reglementair. Achilles (Rotterdam), Ajax (Amsterdam) 2, DFC 2, Oranje Nassau (Almelo) en PW trekken zich terug.

** reglementair, oorspronkelijk 1-1. HBS 2 niet op tijd waardoor niet kon worden verlengd.

## Derde ronde
| Datum            | Thuis                | Uitslag(en) | Uit                |
| ---------------- | -------------------- | ----------- | ------------------ |
| 28 februari 1909 | AFC                  | 2-0         | DEC                |
| 7 maart 1909     | Frisia               | 4-0         | VVA                |
| 21 maart 1909    | VOC                  | 5-0         | Blauw Wit          |
| 4 april 1909     | Ajax (Amsterdam)     | 2-3         | Quick (Amersfoort) |
| 4 april 1909     | VFC                  | 5-1         | AFC 2              |
| 18 april 1909    | VOC 2                | 6-3         | Willem II          |
| 9 mei 1909       | Victoria (Hilversum) | 0-2         | Quick (Den Haag) 2 |
| 16 mei 1909      | UVV                  | 0-2         | Quick (Nijmegen)   |

## Vierde ronde
| Datum         | Thuis              | Uitslag(en) | Uit                |
| ------------- | ------------------ | ----------- | ------------------ |
| 25 april 1909 | VOC                | 7-0         | VOC 2              |
| 9 mei 1909    | VFC                | 2-0         | Frisia             |
| 20 mei 1909   | Quick (Amersfoort) | 1-5         | Quick (Nijmegen)   |
| 31 mei 1909   | AFC                | 1-2         | Quick (Den Haag) 2 |

## Halve finales
| Datum        | Thuis            | Uitslag(en) | Uit                | Speelstad                 |
| ------------ | ---------------- | ----------- | ------------------ | ------------------------- |
| 13 juni 1909 | VFC              | 0-8         | VOC                | Dordrecht, terrein DFC    |
| 13 juni 1909 | Quick (Nijmegen) | 1-3         | Quick (Den Haag) 2 | Utrecht, terrein Hercules |

## Finale
| Datum        | Winnaar     | #beker | Uitslag | Finalist          |                        |
| ------------ | ----------- | ------ | ------- | ----------------- | ---------------------- |
| 20 juni 1909 | Quick 2 (1) | 1      | 2-0     | VOC Rotterdam (2) | Dordrecht, terrein DFC |